# KING OF BANDIT JING
『KING OF BANDIT JING』（キング・オブ・バンディット・ジン）は、熊倉裕一がコミックボンボンで連載していた漫画『王ドロボウJING』の続編にあたり、月刊マガジンZに1999年から2005年7月号まで連載（現在休載・再開未定）。単行本が現在7巻まで発行。

## 概要
本作は「王ドロボウ」であるジンとその相棒キールが、目的のモノを盗むための冒険を描いた物語である。エピソードごとに「神脳都市ラスティネイル編」「蒸発王と千年シチュウ編」といったように数話によって一つの物語を構成。それぞれのエピソードごとにまったく異なる世界観で描かれていることから、連続した話ではなく完全に独立した物語の連続という印象が強い。
コミックボンボンに連載されていた『王ドロボウJING』であったが、連載を続けるにつれてリアルな描写や、シリアスな世界観へと変わっていったことで、掲載誌の想定対象年齢を上回り始めていた。掲載誌を青年漫画雑誌『月刊マガジンZ』に移行、これに伴い作品タイトルが『KING OF BANDIT JING』に変更された。それ以降、細かに描きこまれた背景とクオリティーの高い絵柄、絶妙な台詞回しによって進められるストーリーが人気を集める。
ジンは各エピソードごとに「ジンガール」と呼ばれる、舞台や盗む対象と何らかの係わりを持つヒロインと出会い、目的のものを盗むべく一緒に行動する形でストーリーが進む。また、登場人物の名前や都市名などに世界中の酒の名前が多用されているのも特徴である。奇怪で難しい印象があるが実は、コミカルなギャグが多いのも特徴の一つ。

## 主要登場人物
ジン(Jing)
主人公。盗めるものは星さえも盗むという「王ドロボウ」。とがった髪に黄色のロングコートという出で立ち（だが「黒天鵞絨の底編」では違う服になっている）。武器は右腕の手甲に仕込んだ刀と、キールと合体して放つ砲撃技「キールロワイヤル」、ちなみに手甲と靴、スペンサーは各編で毎回微妙に違う。ぐるぐる目をした笑った黒猫が象徴である。年齢はエピソードごとに異なる。
キール(Kir)
ジンの相棒。卵の時からジンと共にいる、人語を操る黒い鳥。多弁で美女に目がない。基本的にクールなジンに対してコメディ担当といった役回り。ジンと合体することで砲撃技「キールロワイヤル」を放つ。

## 各編のあらすじと登場人物

### 楽園のこどもたち編(Les enfants du paradis)
1999年8月号から9月号にかけて掲載。単行本第1巻に収録。前編・後編の全2話。前作『王ドロボウJING』第1話冒頭でジンが持っていたクリスタルを入手するまでを描く。
電波通信に重要な素材となっている鉱石が採掘される街、鉱石城市ツァリーヌ。財宝を探し求めるジンは手始めに亡き支配者キュンメルの遺品である「液晶卵」を盗み出したことから、キュンメル配下の組織タワーリシチから追われることになる。ジンはツァリーヌの領主で城に住む三つ目の少年オルゾ宛の手紙を届けにやってきた郵便屋・ポスティーノとともに城を目指すが、行く手には棺から目を覚ましたキュンメルが立ちふさがった。
スレッジハンマー(Sledge Hammer)
一生を地下で鉱石を掘って過ごす三つ目の種族。個人の名前も無い。
キュンメル(Kummel)
街を支配するタワーリシチ（いわゆるマフィア）のボス。死亡していたがなぜか復活。名前は同名のカクテルから。
オルゾ(Orzo)
街を治める少年。しかし今はタワーリシチによって牛耳られている。彼もスレッジ・ハンマーの種族。名前は同名の大麦飲料から。

### 神脳都市ラスティネイル編(in Rusty Nail)
1999年10月号から2000年5月号にかけて掲載。単行本第1巻から第2巻にかけて収録。全8話。前作『王ドロボウJING』に登場した「爆弾生物ポルヴォーラ」が本編で再登場する。なお、連載中にもっとも絵柄が変化したエピソードである。
神脳（しんのう）、かつて神に仕立てられた一人の男の脳が安置された神脳都市ラスティネイル。都市に侵入したジンとキールは、淋巴鬼（リンパオニ）たちから異分子として追われた末、袋小路に迷い込み捕まってしまう。臓器移植技術・聖体配授の術を駆使する医師であり、都市の維持に関わる重要人物でもあるウーリャン博士の下に連行されたジンは、彼の日記帳に神脳を摘出するとの犯行予告を残し脱出をはかる。そこで出会ったのは、博士の助手で看護師の女性、シン・ルー。神脳を失うことによる都市機能の崩壊を恐れたウーリャン博士は、ジンを排除すべくフランケンシュタインの戦士、純血肢（スピリトゥアーリ）を召喚した。その首魁・血煙皇帝（ブラディシーザー）が、然根街（レントゲンストリート）でジンを追い詰める。
シン・ルー(杏露)
ウーリャン博士の助手。身篭って死んでいた女性から取り上げられた。その時のレントゲン写真を唯一の生前の母の写真として大切にしている。名前は杏露酒（シンルーチュウ）から。
ウーリャン(五粮)
街で医師をしている。優れた臓器移植技術をもつ。
ブラディ・シーザー(Bloody Caesar)
純血肢の首魁。34人の体を繋ぎ合わせて作られた体に守護鳥の頭を腕に持つ。名前は同名のカクテルから。

### 蒸発王と千年シチュウ編(coronation of the Lost King)
2000年8月号から2001年2月号にかけて掲載。単行本第3巻に収録。全7話。
白夜ノ砂漠で悪漢に追われていたジン。旅芸人一座のテントに身を潜め、中にいた曲芸師の女性グレナデンの助けもあって難を逃れる。一座は蒸発王を迎え待つ宮廷料理、千年シチュウの食材を運んでコロネーションの街に向かう最中であった。財宝・宇宙の目（アイ・イン・ザ・スカイ）を探すジンをよそにグレナデンの妹・シュガーに夢中になるキールであったが、彼女もまた千年シチュウの食材であることを聞きがく然とする。
シュガー(Sugar)
グレナデンの妹。額の角があり、ここから千年シチュウに必要なエキスが取れるらしい。
グレナデン(Grenadine)
シュガーの姉。角が無く、食材として選ばれなかったことで、妹に対して複雑な感情を抱いている、

### 赤い風車と恋愛税編(Moulin Rouge et le taxe sur l'amour)
2001年5月号より掲載。単行本第4巻から第5巻にかけて収録。全12話。
一組のカップルを引き裂いた火災から24年。葬礼特区ムーラン・ルージュを訪れたジンは、入口の検問で審査官の女性・アニゼットから恋愛税を納めるよう要求される。24年前の大火で恋人を亡くした特区長・ボルスは、区内のすべての恋人たちに恋愛税を課し、恋人の死を悼む墓標・完全なる愛（パルフェ・タムール）を築いていた。ジンは税務官から脱税犯として追われる中、監視の目をかいくぐって密かに恋愛を楽しむ人々の姿を見る。
アニゼット(Anisette)
検問の審査官。ジンに一目ぼれしたと思われ、同僚から追われてしまうが、後に本当に惚れてしまった。名前は同名のリキュールから。
ジェット27(Get27)
ロボットでありながら、アニゼットに恋をしてしまう。名前は同名のリキュールから。
ボルス(Bols (brand))
死んだ恋人のヴィオレットのため、恋愛税を導入して彼女の墓を造っている。

### 陽気な未亡人の宴編(banquet of Merry Widow)
2003年5月号より2004年3月号にかけて掲載。単行本第6巻に収録。全5話。
指揮者にして指導者でもあるエギュベルのもと、文法の戦争による荒廃から復興を遂げた街・メリィ・ウィドウ。ジンはその街にあるという「見えざる楽器」・奏神器（インビジブル）を求めやってきた。そこで出会った少女・アリーゼ。彼女は殉難花合唱隊（パッションフラワー）のメンバーひとりで、仲間をエギュベルによって殺害された過去を持つ。エギュベルは街の平和を維持するため、過去の負の遺産である奏神器を利用しつつ、その真実の姿を覆い隠していた。ジンは仲間たちの仇を討つためエギュベルを探すアリーゼに、エギュベルとともに奏神器の開発に関わった男性・バーディネを加え、街の最深部を目指す。
アリーゼ(Alize)
復讐のため、エギュベルの命を狙う。名前は同名のリキュールから。
エギュベル(Eiguebelle)
街を治める人物。裏では奏神器の真実を知る人物と関係者を皆殺しにしている。名前は同名のリキュールから。
バーディネ(Bardinet)
奏神器の開発に関わった一人。現在は植物のような生物になってしまっている。名前は同名のリキュールから。

### 黒天鵞絨の底編(at the bottom of BLACK VELVET)
2004年11月号より2005年7月号にかけて掲載。単行本第7巻に収録。
宗教団体・奇蹄会（オッドかい）から5年に一度きり開帳されるという聖衣を盗み出すことに成功したジン。しかしそれを身にまとった瞬間、服が突然動き出しあらぬ場所まで飛ばされてしまう。たどり着いた先は暗闇が支配する着カザル栄光ト知ラレザル没落ノ服飾ノ都。そこで出会った少女・ピコンとともに廃墟と化した街を散策し、脱出の方法を探る。
ピコン(Picon)
王様の遠縁の少女。名前は同名のビター系リキュールから。

### 番外編 extraShot

#### Joshua Tree（ヨシュア・トゥリーまたはヨシュア・ツゥリー）
単行本第2巻に収録された短編。とあるカメラマンが、子供たちの劇の取材中に殺人事件を目撃する。彼は犯人である謎の美女・シモーヌを追いかける。

#### JING:elsur
単行本第5巻に収録された番外編。アニメ版のDVDBOX付属のドラマCDとして収録されている。10年前（キールと出会う前）、ジンは樽なき酒の街でサザン・コンフォートという架空の国を手に入れるためにすべてを売り払った男性に出会った。売ってしまった彼の名前をジンが取り戻すと、彼はその礼に10年後迎えに来ると約束しサザン・コンフォートへと旅立った。約束の日を迎え、再び樽なき酒の街を訪れるジン。しかし、そこに当時の街の面影も、彼の姿もなかったのだが・・・。
サザンコンフォートの王様
架空の国を買うため、名前すらも売ってしまった男。

## 既刊一覧
1. 1999年12月14日、ISBN 978-4-06-349003-9
2. 2000年07月18日、ISBN 978-4-06-349020-6
3. 2001年03月21日、ISBN 978-4-06-349051-0
4. 2001年12月21日、ISBN 978-4-06-349078-7
5. 2003年01月21日、ISBN 978-4-06-349113-5
6. 2004年03月10日、ISBN 978-4-06-349155-5
7. 2005年07月22日、ISBN 978-4-06-349212-5